# Москера, Юбер
Юбер Антонио Москера Переа (англ. Yúber Antonio Mosquera Perea; род. 31 августа 1984 года, Медельин, Колумбия) — колумбийский футболист, защитник клуба «Атлетико Уила».

## Клубная карьера
Москера начал карьеру в клубе «Энвигадо». В 2006 году он дебютировал в Кубке Мустанга. В 2008 году Юбер перешёл в «Леонес Ураба», за который играл на протяжении двух лет. В 2008 году Москера перешёл в венесуэльский «Депортиво Лара». В том же году он дебютировал венесуэльской Примере. 27 сентября 2009 года в поединке против «Льянерос» Юбер забил свой первый гол за «Депортиво Лара». В 2012 году он помог выиграть чемпионат. 13 марта 2013 года в матче Кубка Либертадорес против парагвайской «Олимпии» Москера забил гол.
В начале 2014 года Юбер перешёл в «Депортиво Тачира». 19 января в матче против «Яракуянос» он дебютировал за новую команду. 13 апреля в поединке против «Карабобо» Москера забил свой первый гол за «Депортиво Тачира». В 2015 году он помог клубу выиграть чемпионат. В 2016 году в матчах Кубка Либертадорес против парагвайской «Олимпии» и мексиканского УНАМ Пумас Юбер забил по голу.
В начале 2018 года Москера перешёл в эквадорский «Универсидад Католика» из Кито. 17 февраля в матче против «Барселоны» из Гуаякиль он дебютировал в эквадорской Примере.

## Достижения
Командные
 «Депортиво Лара»
- Чемпионат Венесуэлы по футболу — 2011/2012

 «Депортиво Тачира»
- Чемпионат Венесуэлы по футболу — 2014/2015